# Groupe d'UGC 11973
Le groupe de UGC 11973 comprend au moins quatre galaxies situées dans la constellation du Lézard. La distance moyenne entre ce groupe et la Voie lactée est d'environ 58,5 Mpc (∼191 millions d'al).

## Membres
Le tableau ci-dessous liste les quatre galaxies du groupe indiquées dans l'article de A.M. Garcia paru en 1993.
| Nom       | Class.   | Type                  | α (J2000.0)      | δ (J2000.0)     | Vitesse radiale (km/s) | m              | Distance (Mpc) | Diamètre (kal) |
| --------- | -------- | --------------------- | ---------------- | --------------- | ---------------------- | -------------- | -------------- | -------------- |
| NGC 7248  | SA0^-?   | Lenticulaire          | 22h 16m 53.94s   | 40° 30′ 08.4″   | 4286 ± 14              | 11,8           | 58,8 ± 4,1     | 167            |
| UGC 11973 | SAB(s)bc | Spirale intermédiaire | 22h 16m 50.49s   | 40° 30′ 10.2″   | 4215 ± 4               | 11,04          | 57,8 ± 4,1     | 182            |
| UGC 12027 | Sm       | Spirale magellanique  | 22h 24m 06.77s   | 41° 15′ 07.8″   | 4132 ± 4               | 12,956 ± 0,029 | 56,5 ± 4,0     | 65             |
| MK 909    | E Sbrst  | Elliptique            | 22h 23m 27.1493s | 41° 10′ 53.993″ | 4423 ± 5               | 13,1 ± 0,3     | 60,8 ± 4,3     | 17             |

Le site DeepskyLog permet de trouver aisément les constellations des galaxies mentionnées dans ce tableau ou si elles ne s'y trouvent pas, l'outil du site constellation permet de le faire à l'aide des coordonnées de la galaxie. Sauf indication contraire, les données proviennent du site NASA/IPAC.